# دنيس ووكر
دنيس ووكر هو سباح كندي، ولد في 10 نوفمبر 1913 في فيكتوريا في كندا، وتوفي في 30 أغسطس 1984.

## روابط خارجية
- دنيس ووكر على موقع الاتحاد الدولي للسباحة (الإنجليزية)
- دنيس ووكر على موقع أوليمبيديا (الإنجليزية)